# Javier Lambán
Francisco Javier Lambán Montañés (Ejea de los Caballeros, Zaragoza, 19 de agosto de 1957 - 15 de agosto de 2025) fue un político español, presidente del Gobierno de Aragón entre 2015 y 2023. También presidió la diputación de Zaragoza entre 1999 y 2011.

## Biografía
Nacido en Ejea de los Caballeros, era licenciado en Historia Contemporánea por la Universidad de Barcelona y doctor en Historia por la Universidad de Zaragoza, ejerciendo posteriormente como profesor en su pueblo natal. Estuvo casado y fue padre de una hija.
Desde las elecciones municipales de 1983, fue concejal por el PSOE en el Ayuntamiento de Ejea de los Caballeros, desempeñando el cargo de segundo teniente de alcalde en el gobierno municipal, así como la portavocía el PSOE en la oposición durante el mandato 1987-1991. Con la vuelta del PSOE al gobierno municipal, fue nombrado primer teniente de alcalde, compaginándolo con el cargo de diputado provincial en la Diputación Provincial de Zaragoza, institución que presidió desde 1999 hasta el 22 de junio de 2011, y con la secretaría provincial del PSOE de Zaragoza entre 2001 y 2012. Fue alcalde de Ejea de los Caballeros entre 2007 y 2014. 
El 31 de marzo de 2012 fue nombrado secretario general del PSOE de Aragón. Tras su nombramiento, renunció a su cargo de diputado provincial y portavoz del PSOE en la Diputación Provincial de Zaragoza, asumiendo la presidencia del grupo parlamentario socialista en las Cortes de Aragón para liderar la oposición parlamentaria.
En 2014 fue elegido candidato del PSOE a la presidencia de la Diputación General de Aragón para las elecciones autonómicas del año siguiente en un proceso de primarias en el que fue el único candidato que consiguió reunir los avales exigidos.

### Presidente del Gobierno de Aragón (2015-2023)

#### Primer mandato (2015-2019)

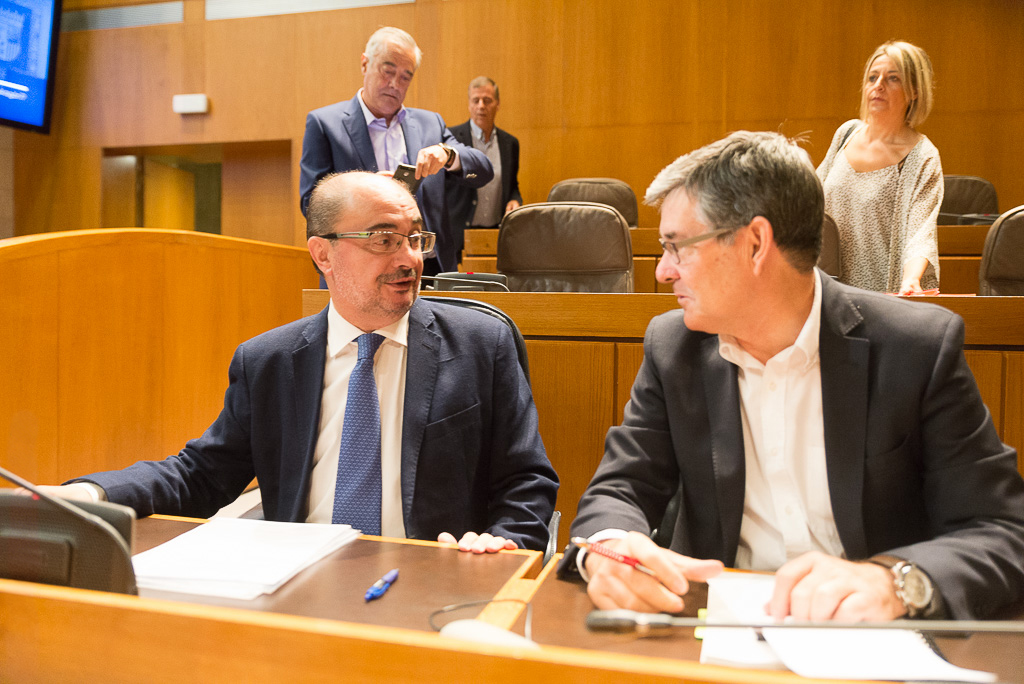
Javier Lambán (izquierda) hablando con el entonces consejero de presidencia Vicente Guillén

Tras las elecciones del 24 de mayo de 2015, en las que el Partido Socialista fue la segunda fuerza política más votada, Lambán consiguió un acuerdo de investidura. El 5 de julio de 2015 tomó posesión de su cargo como presidente de la Diputación General de Aragón gracias a los votos favorables de PSOE (18 diputados), Podemos (14), Chunta Aragonesista (CHA) (2) e Izquierda Unida (IU) (1).
En el discurso institucional de fin de año en 2017, Lambán destacó las políticas progresistas que había llevado a cabo para la recuperación de los derechos en materia de educación y sanidad públicas e hizo especial énfasis a la recuperación de los bienes del monasterio de Sijena depositados en Cataluña.

#### Segundo mandato (2019-2023)

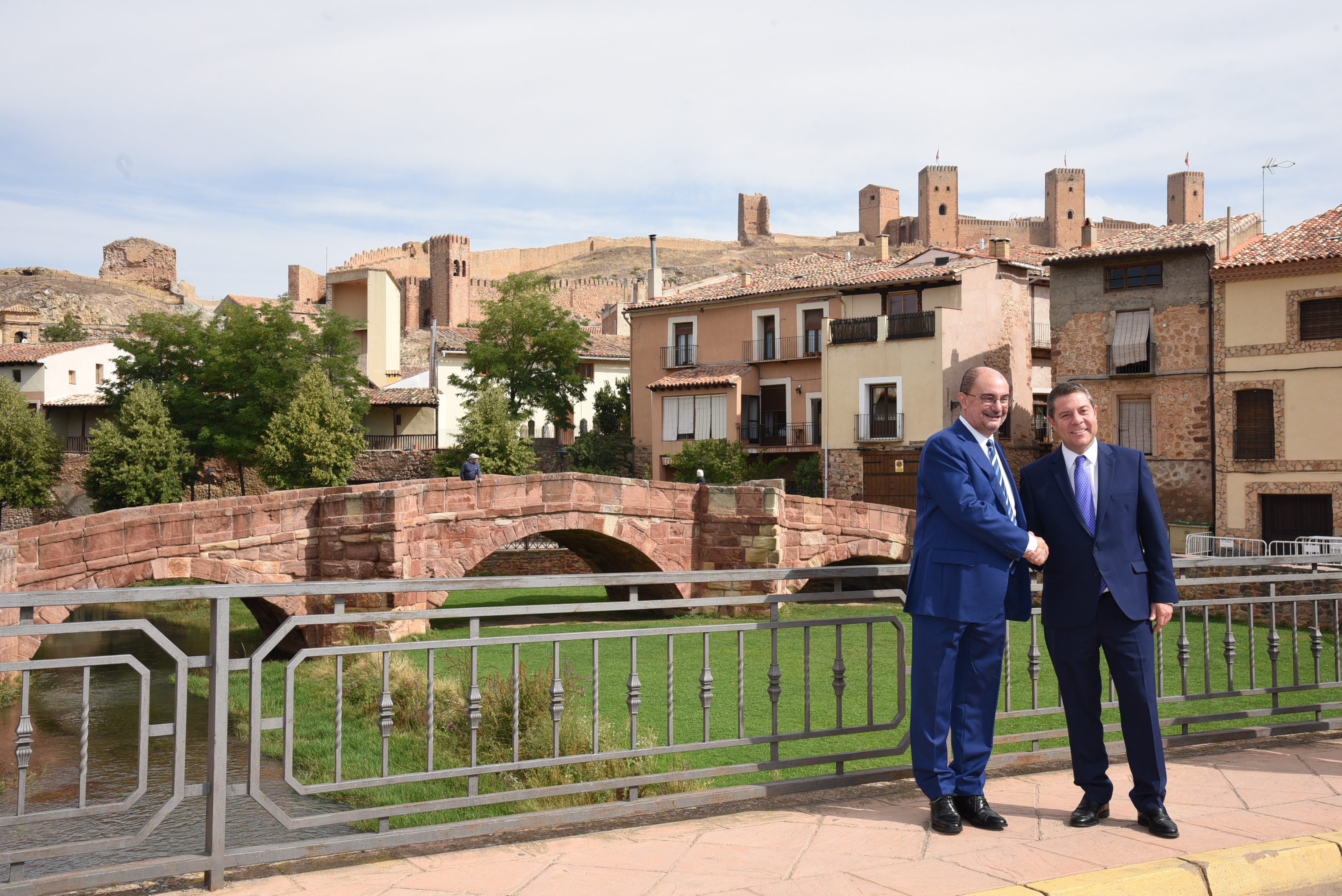
Lambán junto al presidente de Castilla-La Mancha, Emiliano García Page en Molina de Aragón.

En las elecciones autonómicas del 26 de mayo de 2019, el PSOE fue el partido más votado con 24 escaños —logrando 8 más respecto a la anterior cita electoral de 2015— pero la debacle de Podemos-Equo que pasó de 14 escaños a 5 hacía imposible la mayoría absoluta, aún contando con los 3 diputados de su socio de la pasada legislatura, Chunta Aragonesista y el de Izquierda Unida. Con lo que la clave la tendría los 12 diputados de Ciudadanos o los 3 del PAR.
El 31 de julio de 2019, fue reelegido presidente de Aragón con los votos favorables de Podemos-Equo (5), CHA (3), PAR (3) e IU (1). Tomó posesión del cargo el 3 de agosto.
En febrero de 2021 anunció que padecía un cáncer de colon, si bien estaba en condiciones de seguir ejerciendo sus funciones como presidente de Aragón.

#### Elecciones autonómicas de 2023

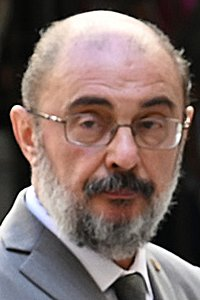
Lambán en 2021

Lambán lideró el Partido de los Socialistas de Aragón en las elecciones autonómicas del 28 de mayo de 2023. El PSOE obtuvo 23 de los 67 diputados que conforman las Cortes de Aragón, siendo la segunda fuerza más votada tras el Partido Popular. Con este resultado, Lambán se quedó sin posibilidad de ser investido presidente de Aragón, debido a que el PP y Vox sumaban la mayoría absoluta necesaria para gobernar.

### Últimos años en la política
Tras dejar la presidencia del Gobierno de Aragón, Lambán fue nombrado senador por designación autonómica en octubre del mismo año. Durante su ejercicio como senador tuvo varios encontronazos con su propio grupo parlamentario, lo que le ocasionó sendos expedientes sancionadores por romper la disciplina de voto en votaciones relacionadas con la Ley de Amnistía y la financiación autonómica.
En enero de 2025, tras ser elegida la ministra de Educación Pilar Alegría para sucederlo como secretaria general del PSOE de Aragón, Lambán anunció su renuncia al escaño y el final de su carrera política.
En 2024 publicó su libro de memorias titulado "Una emoción política".
Lambán falleció en su localidad natal el 15 de agosto de 2025 a causa del cáncer que padecía, tan sólo cuatro días antes de que hubiese cumplido los sesenta y ocho años de edad. Recibió múltiples reconocimientos como los del rey Felipe VI, el presidente del Gobierno Pedro Sánchez y de su sucesor como presidente de Aragón,  Jorge Azcón del Partido Popular.

## Cargos desempeñados
- Concejal del Ayuntamiento de Ejea de los Caballeros (1983-2014).
- Segundo Teniente de Alcalde del Ayuntamiento de Ejea de los Caballeros (1983-1987).
- Portavoz del Grupo Socialista en el Ayuntamiento de Ejea de los Caballeros (1987-1991).
- Primer Teniente de Alcalde del Ayuntamiento de Ejea de los Caballeros (1991-2007).
- Diputado en la Diputación Provincial de Zaragoza(1991-2012).
- Presidente de la Diputación Provincial de Zaragoza (1999-2011).[21]
- Secretario general del PSOE de Zaragoza (2001-2012).
- Alcalde de Ejea de los Caballeros (2007-2014).
- Portavoz del PSOE en la Diputación Provincial de Zaragoza (2011-2012).
- Diputado en las Cortes de Aragón (2011-2023).
- Secretario general del PSOE de Aragón (2012-2025).
- Presidente del Grupo Socialista en las Cortes de Aragón (2012-2023).
- Presidente del Gobierno de Aragón (2015-2023).